# Kromosom
Et kromosom er et langt DNA-molekyle der rummer en del af eller hele arvemassen i en organisme. Kromosomerne er således bærere af organismens gener. Kromosomer forekommer i hver art i et konstant antal. I eukaryote celler kan dele af eller hele kromosomer kondenseres ved hjælp af pakkeproteiner kaldet histoner og former hermed et kompleks af DNA og protein kaldet kromatin.

## Etymologi
Kromosom betyder "farvet legeme", et navn de fik, fordi de i eukaryote celler under celledelingen let lader sig farve før mikroskopi. 

## Eukaryote organismers kromosomer
De fleste eukaryoter er diploide, og indeholder dermed to haploide kromosomsæt i hver eneste celle. Det ene sæt stammer fra moderen, og det andet fra faderen. Hver celle indeholder derfor to næsten identiske kopier af hvert kromosom. De to næsten ens kromosomer kaldes for homologe kromosomer. De arveegenskaber, de bærer, er dog ikke helt de samme. 

### Struktur
Kromosomer består af DNA og proteiner. Hvert kromosom indeholder to DNA-molekyler, som er viklet sammen til en dobbelthelix. Den vigtigste type af proteiner er histoner. DNA-dobbelthelixen er viklet omkring komplekser af histoner. Den struktur, der herved dannes, betegnes kromatin.
Kromosomernes ender betegnes telomerer. De er kendetegnet ved gentagelser af specifikke DNA-sekvenser. Omkring disse dannes særlige strukturer, som afslutter kromosomet.
Et karakteristisk sted på hvert kromosom findes centromeret. Under celledelingen replikeres centromeret meget sent. De to kopier af kromosomet forbliver derved knyttet til hinanden omkring centromeret til langt hen gennem celledelingen. Centromeret tjener som forankringspunkt for de strukturer, som styrer fordelingen af kopier af kromosomerne til dattercellerne. 
Stykkerne fra centromeret til telomererne kaldes kromosomernes arme. Hvis de to arme er omtrent lige lange, så er kromosomet metacentrisk, er de forskelligt lange, så er kromosomet akrocentrisk, og hvis den ene arm er meget kort, så er kromosomet telocentrisk. 
Kromosomernes længde og placering af centromeret er karakteristiske for hvert kromosom. Sammen med båndmønstre, som ved særlige farvningsmetoder kan gøres synlige i de kondenserede kromosomer observeret under celledelingen, tillader dette den mikroskopisk genkendelse af de enkelte kromosomer. Samtidig kan større kromosomfejl i form af større afvigelser i kromosomernes form eller antal observeres.

### Autosomer og kønskromosomer
De fleste kromosomer forekommer i diploide organismer i homologe par. Disse kromosomer betegnes autosomer. 
Mange organismer har ud over autosomerne også et par kønskromosomer. Kombinationen af kønskromosomer afgør afkommets køn. I pattedyr findes to slags kønskromosomer, X og Y. Et foster, som har to X-kromosomer, udvikler sig hunligt, mens et foster, som har et X- og et Y-kromosom udvikler sig hanligt. I fugle er det omvendt: Et foster, som har to W-kromosomer udvikler sig hanligt, mens et foster, som har et W- og et Z-kromosom, udvikler sig hunligt. Det køn, som har to ens kønskromosomer (hunner i pattedyr) betegnes homogametisk, mens det køn, som udvikler sig ved to forskellige kønskromosomer, betegnes heterogametisk. Hankønsvæsener arver deres X-kromosom fra moderen og deres Y-kromosom fra faderen. Hunkønsvæsener arver en kopi af et af moderens X-kromosomer og en kopi af faderens ene X-kromosom. 
Gener, som findes på kønskromosomer, udviser kønsbunden nedarvning. Der er meget få egenskaber, som findes på Y-kromosomer, og udviser Y-bunden nedarvning. Der er et betydeligt antal gener på X-kromosomet som udviser X-bunden nedarvning. Eksempler herpå er rød-grøn farveblindhed og en udbredt form af blødersygdommen. X-bundne sygdomme med skjult nedarvning (recessive) kan videregives skjult via kvinder, men ikke gennem mænd.
I hver pattedyrcelle er der kun et aktivt X-kromosom. I hunlige celler er der to kopier af X-kromosomet. Den ene af de to kopier bliver tidligt i embryonaludviklingen inaktiveret, og kan ved kromosomfarvning ses som barrlegemet (navngivet efter opdageren, Murray Barr).

### Organellers kromosomer
Mitokondrier og grønkorn har deres egne, små organelkromosomer. Visse aspekter af deres struktur minder om bakteriers kromosomer. Dette afspejler organellernes oprindelse i bakterier, som blev del af en symbiose med tidlige eukaryote celler. Organellernes kromosomer er typisk små. Organelkromosomerne indeholder gener, som er nødvendige for visse af organellens funktioner, samt gener, som er nødvendige for proteinsyntesen i organellen. Organelkromosomernes replikation har lighedstræk med bakteriers replikation.

## Celledeling
Inden celledelingen replikeres kromosomerne. Efter replikationen vil de to kopier af et kromosom kun hænge sammen ved centromeret. Som optakt til celledelingen kondenseres kromosomerne, hvilket gør, at de bliver synlige. De X-formede strukturer, som ses på billeder af celler under deling, er de kondenserede kopier af et kromosom, som stadig er forbundet omkring centromeret.

### Mitosen
I den almindelige celledeling (mitosen) ender en kopi af hvert kromosom i hver dattercelle. På denne måde overføres cellens arveanlæg, generne, fra modercellen til dattercellerne. Resultatet af mitosen er, at de to datterceller er genetisk identiske med modercellen bortset fra mutationer, som er sket under celledelingen.

### Meiosen
Kønsceller dannes ved en reduktionsdeling (meiose). I reduktionsdelingen modtager hver kønscelle kun et haploidt kromosomsæt. 
Under meiosen (og i sjældne tilfælde også mitosen) udveksler de homologe kromosomer stykker som følge af overkrydsninger. De kopier af kromosomerne, som findes i kønscellerne, er derfor mosaikker af forældrecellens homologe kromosomer. 
Antallet af mulige kønsceller en organisme kan danne er normalt meget stort. Et menneske har 2 gange 23 kromosomer. Et menneske kan dermed tilsyneladende danne 223 = 8.388.608 forskellige kombinationer af kromosomer i kønscellen. Det faktiske antal er dog endnu større som følge af overkrydsninger. Antallet af kombinationerne, som kan findes i kønscellerne, bliver derfor meget stort.

## Haploide og polyploide organismer
Går man udenfor pattedyrenes rækker, så findes en del organismer, som ikke er diploide. Mange alger og højere planter er haploide i dele af deres livscyklus eller endda i næsten hele deres livscyklus. I visse arter har hver celle mere end to kromosomsæt, en tilstand som betegnes polyploidi. Et typisk tal er fire kromosomsæt (tetraploid). Tetraploide organismer danner kønsceller, som er diploide. En fusion af to diploide kønsceller gendanner den tetraploide genotype. En parring mellem en tetraploid og en diploid fører til dannelsen af triploide afkom. Individer med et ulige antal kromosomsæt (f.eks. triploide) vil ofte være sterile. 
Hos årevingede insekter er hannerne normalt haploide, mens hunner er diploide.
Også hos diploide organismer kan nogle af kroppens celler undertiden være tetraploide.
Blandt tetraploide arter skelner man mellem arter, som har fire kromosomsæt fra samme art (autotetraploide), og arter, som har to kromosomsæt fra hver af to forældrearter (allotetraploide). En celle fra en allotetraploid organisme har derfor fire kopier af hvert kromosom, to fra hver forældreart. Den moderne hvede har to kromosomsæt fra hver af tre forældrearter (alloheksaploid). Den formodes opstået ved en krydsning mellem to beslægtede arter, hvilket resulterede i en allotetraploid, som så igen krydsede med en tredje, beslægtet art.

## Kromosommutationer
Ændringer i kromosomernes antal eller struktur betegnes kromosommutationer.
Iagttages kromosomerne mikroskopisk under celledelingen, kan det ses, om der er sket større ændringer af kromosomerne, f.eks. kan dele af et kromosom gå tabt (deletion), dele kan gentages (duplikation), dele kan vendes om (inversion) eller ikke-homologe kromosomer kan udbytte dele (translokation).
I nogle tilfælde sker der fejl i meiosen, så en kopi af et kromosom mistes eller tilføjes til den dannede æg- eller sædcelle. Disse såkaldte kromosomtalsmutationer medfører derfor, at der dannes ubalancerede (aneuploide) kromosomsæt, som har for færre eller flere kromosomer end normalt. De almindelige typer af aneuploidier er monosomi (kun en kopi af et kromosom) og trisomi (tre kopier af et kromosom). Totalt fravær af et kromosom betegnes en nullisomi.

## Kromosomer hos mennesket
I menneskets celler er der 23 kromosomer i hvert haploidt kromosomsæt, i alt dermed 46 kromosomer. Heraf er der 22 par autosomer samt 2 kønskromosomer. Menneskets kromosomer ligger i cellekernen ligesom hos alle andre eukaryote organismer.
Menneskets ægceller og sædceller indeholder normalt 23 kromosomer. I ægcellen vil et kromosom altid være et X-kromosom, mens sædceller enten indeholder et X- eller et Y-kromosom – der bestemmer barnets køn. Hos mennesket har kvinder kønskromosomerne XX, mens mænd har XY. På Y-kromosomet sidder et gen, der tidligt i fosterudviklingen fremmer udviklingen af mandlige kønsorganer og undertrykker udviklingen af kvindelige kønsorganer; men dog først efter anlæg til brysterne er dannet, hvilket ses som brystvorter hos mænd. Hos andre dyregrupper kan det forholde sig anderledes.
Eksempler på kromosommutationer, som ses i mennesker, er: Turnersyndromet (X0), Klinefeltersyndromet (XXY) og Downs syndrom (tre kopier af kromosom nr. 21) er eksempler på sådanne mutationer. De fleste kromosomtalsmutationer er dødelige på det tidlige fosterstadie; ovennævnte er eksempler på de få undtagelser, der er levedygtige.

## Kromosomer hos bakterier
Bakterier er prokaryote, dvs. de har ingen cellekerne. Bakteriers kromosom er normalt et enkelt, ringformet DNA-stykke i cytoplasmaet. Bakterier kan desuden bære ringformede minikromosomer (plasmider). Plasmider kan overføres mellem bakterier ved konjugation. Visse plasmider bærer gener, som gør, at bakterier kan blive sygdomsfremkaldende, eller at bakterien bliver resistent overfor antibiotika.

## Kromosomer hos virus
Kromosomer hos forskellige vira varierer overordentligt meget. Viruskromosomer kan således være opbygget af enten DNA eller RNA. Kromosomerne kan være ringformede eller åbne. Viruskromosomer kan bestå af enkeltstrenget eller dobbeltstrenget DNA eller RNA. Nogle vira har kun et kromosom, andre har flere. Mekanismerne for replikationen af viruskromosomer varierer meget fra virusart til virusart.